# Espectinomicina
La espectinomicina es un antibiótico bacteriostático derivado de la familia de los aminoglicósidos descubierto en 1962 a partir de una cepa de Streptomyces spectabilis. Se inyecta para tratar la gonorrea, particularmente en pacientes alérgicos a la penicilina. También se utiliza en medios de selección en biología molecular.
Su estructura molecular se basa en un anillo de aminociclitol. No es nefrotóxico ni ototóxico.

## Mecanismo de acción
Su mecanismo de actuación consiste en inhibir la síntesis proteica de la bacteria. Su actividad principal es frente a bacterias gram negativas, estando indicado de forma casi exclusiva en uretritis gonocócicas, como alternativa a los antibióticos de primera elección: betalactámicos y quinolonas. No es eficaz en las formas faríngeas de presentación de la infección gonocócica.
Se han descrito algunas cepas de gonococo resistentes a este antibiótico, capaces de sintetizar enzimas inactivadoras (nucleotidiltransferasa).
Su formulación es intramuscular, en viales de 1 o 2 g monodosis.

## Efectos adversos
La espectinomicina en una sola inyección intramuscular produce pocos efectos adversos importantes. Después de dosis únicas se han observado urticaria, escalofríos, fiebre y mareo, náusea e insomnio. La inyección puede ser dolorosa.
Está en desuso tras la introducción de las quinolonas y las cefalosporinas, que se consideran de elección en pacientes alérgicos a la penicilina.